# 朱清益
朱清益（1948年—），浙江永嘉人，中国人民解放军将领、中国人民解放军中将。
毕业于空军指挥学院航空兵专业。2006年，接替贾永生，担任兰州军区空军司令员。2008年起担任全国人大代表。2007年，授中国人民解放军中将军衔。